# ジョン・シェルドン (解剖学者)

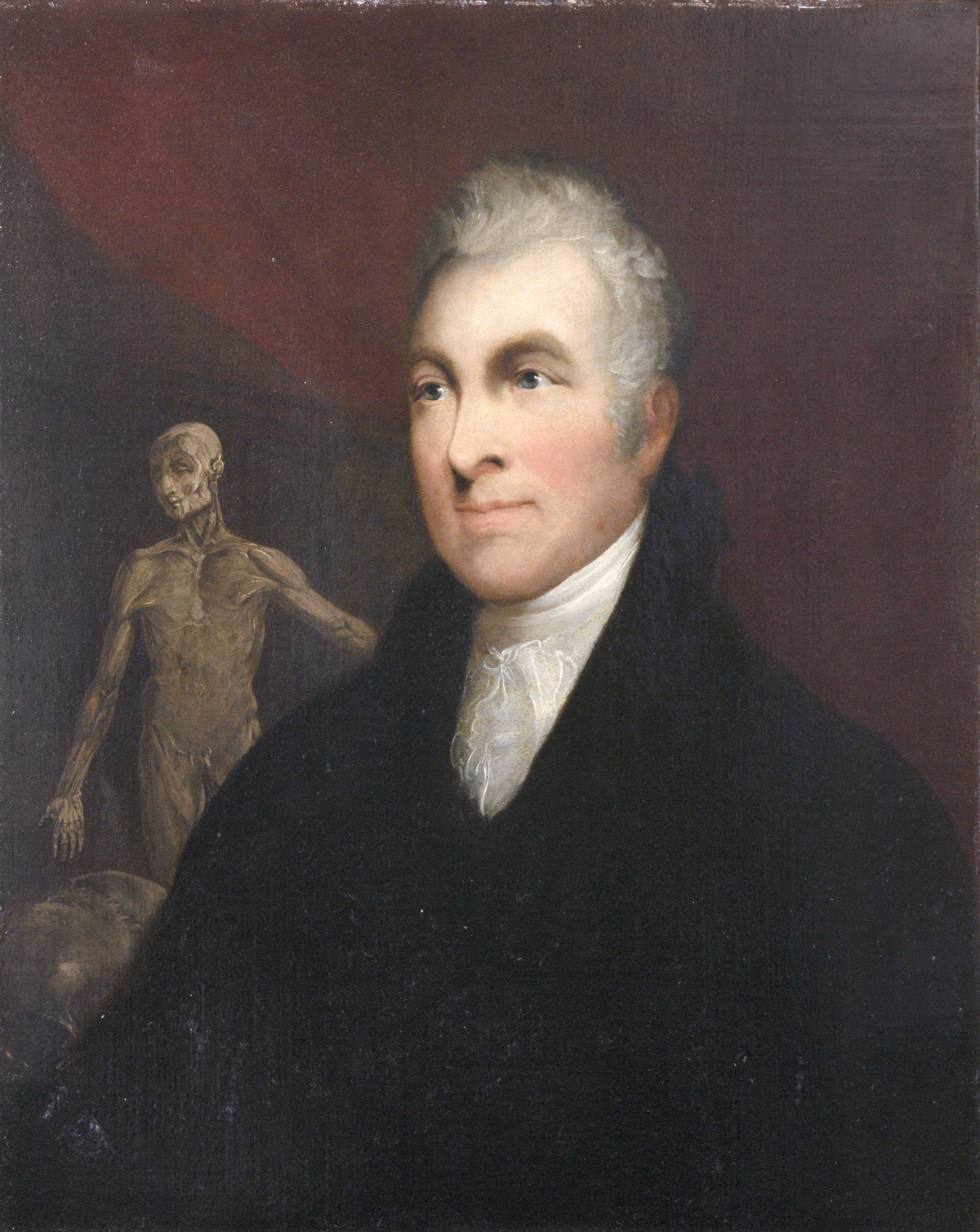
ジョン・シェルドン
(画)John Keenan

ジョン・シェルドン（John Sheldon、1752年7月6日 - 1808年10月8日）はイギリスの外科医、解剖学者である。

## 略歴
ロンドンに生まれた。外科医組合（1800年からイングランド王立外科医師会）の最初の教授、ヘンリー・ワトソン(Henry Watson)の弟子となり、トトナム・コート・ロードのワトソンの個人博物館で解剖学を学び、後には教えた。1775年に外科医組合から資格を得た後、ウインドミル・ストリートのウィリアム・ハンターの外科の個人学校で教えた。
General Medical Asylumの外科医を務め、1782年にロイヤル・アカデミーの解剖学の教授となった。1784年に王立協会フェローに選ばれ、1786年にるウェストミンスター病院の外科医になるが2年でその職を辞した。
1777年から、グレート・クィーン・ストリートで個人学校を開き、解剖学を教えた。解剖学の個人学校を開いていた、ウィリアム・ヒュースンやマグヌス・ファルコナーが没した後なので、有望な若手教師として評価された。シェルドンに学んだ学者には、トーマス・ベドーズやジョシュア・ブルックスがいる。チャールズ・トライ(Charles Brandon Trye)を助手に雇った。この個人学校はシェルドがロンドンを去った後、ジョン・ハンターの弟子のジェームズ・ウィルソンが引き継いだ。
1788年に、毒を塗ったモリで簡単にクジラを捕獲する方法を発見したという妄想にとらわれ、それを試すためにクリーンランドへ旅立った。別の船で送り返されたが、その後、双極性障害（躁鬱病）と思われる症状に悩まされることになった。1797年にエクセターで外科医をした。エクセターで没した。
解剖学の分野ではウィリアム・ハンターのアイデアを受けて、解剖のための死体保存の方法や、リンパ系の研究をした。

## シェルドンと気球による飛行

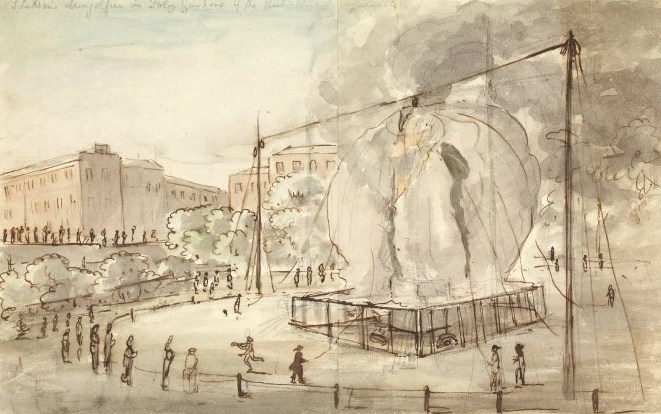
1784年の熱気球の失敗(画) Charles Francis Greville

イギリス最初の気球による飛行の成功については、さまざまな試みが行われ、スコットランドにいたイタリア人ヴィンチェンゾ・ルナルディ（Vincenzo Lunardi ）が1784年9月15日に飛行に成功し、ジェームズ・タイトラーが1784年8月24日に飛行したとされるが、シェルダンも1784年8月16日と9月25日の2度、熱気球での飛行を試みた。2度とも気球に引火し失敗した
。失敗して、気球が燃える様子を描いた図は当時の画家によって残されている。フランスの気球乗り、ジャン＝ピエール・ブランシャールが資金を求めてイギリスに来た時、10月16日に同乗して飛行することになったが、科学機器を積んだため、十分に上昇できなかったことから、ブランシャールが計器を放棄し、諍いになり、シェルドンは気球を降ろされ、ブランシャールは一人で飛行を続けた。その後もジョン・ジェフリーズと王立協会か気球実験の費用を得ようとしたが成功しなかった。

## 著作
- The History of the Absorbent System, London, 1784; only the first part was issued, dedicated to Sir Joseph Banks.
- An Essay on the Fracture of the Patella or Kneepan ... with Observations on the Fracture of the Olecranon, London, 1789; new edition London, 1819.